# ロッカフォルツァータ
ロッカフォルツァータ（イタリア語: Roccaforzata）は、イタリア共和国プッリャ州ターラント県にある、人口約1,800人の基礎自治体（コムーネ）。

## 地理

### 位置・広がり

#### 隣接コムーネ
隣接するコムーネは以下の通り。
- サン・ジョルジョ・イオーニコ - 北
- モンテパラーノ - 東
- ファッジャーノ - 南
- ターラント（飛地） - 南東

## 人物

### 著名な出身者
- ジョルジョ・バスタ（英語版）  - 16-17世紀のオーストリアの将軍。